# Françoise Barrière
 (novembre 2012).
Pour les articles homonymes, voir Barrière.
Françoise Barrière, née le 12 juin 1944 à Paris et morte le 24 avril 2019 dans cette même ville, est une compositrice de musique électroacoustique et pianiste française.

## Biographie
Elle a suivi des cours de piano classique avec Marcel Ciampi de 1961 à 1962, la classe de Jacques Coulaud au conservatoire de Versailles de 1963 à 1965, les classes de solfège en 1955 et d'écriture au Conservatoire national supérieur de musique de Paris avec Georges Hugon (harmonie) et Alain Weber (contrepoint) de 1965 à 1968.
Pendant l'année 1968, elle participe aux débats qui ont lieu dans la salle Fauré, discutant musique et création musicale, vétusté de l'enseignement du Conservatoire moyen d'en moderniser le cursus. Elle se rend aussi aux débats de la Sorbonne occupée, et à ceux totalement informels tenus dans la rue où, pour elle, « la nuit, on refaisait le monde. » Elle organise des concerts dans les usines occyoées avec quelques musiciens étudiants et des professeurs extérieurs comme Ivry Gitlis. C'est à ce moment-là qu'elle découvre aussi la musique concrète et les musiques non-occidentales. La conséquence des révoltes de 1968 est l'ouverture d'une classe de musique fondamentale et appliquée à l'audiovisuel sous la direction de Pierre Schaeffer.
Elle s’inscrit à la classe de musique fondamentale de Pierre Schaeffer au Conservatoire national supérieur de musique de Paris à sa création en 1968 et fréquente le Service de la recherche de l'ORTF et au cours d’ethnomusicologie à l'École pratique des hautes études et à l'Institut de musicologie de Paris Sorbonne avec Trần Văn Khê (1968-1970). En entrant dans la classe de Pierre Schaeffer et au stage du GRM, elle est contrainte par Alain Weber à quitter sa classe. Pendant deux ans, elle fréquente le Service de la recherche, où elle suit les séminaires sur la communication et les multimédias organisé par Pierre Schaeffer au cinéma du Ranelagh. Le stage du GRM, dirigé par François Bayle, ne la satisfait pas et elle est systématiquement écartée des studios. Les cours d'ethnomusicologie de Trần Văn Khê à l'École pratique des hautes études et les conférences du musée des Arts populaires lui apportent beaucoup sur les musiques non-occidentales.
En 1970, elle s'interroge sur l'orientation professionnelle à prendre : « J'avais vingt-six ans, le studio de musique électroacoustique, c'était le top. » Cependant, le prix des machines est trop important pour qu'elle puisse en posséder elle-même. Elle apprend que la Maison de la culture de Bourges vient alors d'acquérir une console de mixage, élément pivot d'un studio professionnel d'enregistrement pour les musiques des créations théâtrales de Gabriel Monnet, metteur en scène et directeur de la Maison de la culture, qui a été remercié par la Ville après les événements de mai 68. Françoise Barrière se rend alors à Bourges et est engagée comme responsable-animatrice du studio qui, avec ses quatre magnétophones, ses deux filtres et sa réverbe est une sorte de rêve pour une jeune compositrice.
Elle fonde avec Christian Clozier et Fernand Vanderbogaerde en septembre 1970 le Groupe de musique expérimentale de Bourges (GMEB) indépendant du secteur traditionnel de la musique classique, devenu en 1994 l'Institut international de musique électroacoustique de Bourges (IMEB), labellisé Centre national de création musicale en 1997, dont ils assurèrent ensemble la direction durant 40 ans, l’un des studios de musique électroacoustique les plus actifs du monde. Chaque année, ils ont invité à venir réaliser des commandes dans les studios du centre de Bourges de 20 à 30 compositeurs. La Maison de la culture était un phare avec ses trois missions : création, animation et diffusion : « Cela correspondait à nos idées : le compositeur doit sortir de sa tour d'ivoire été être le reflet et un moteur de la société. »

### Composition au studio GMEB
Cependant, Françoise Barrière distingue sa carrière de directrice du GMEB de son engagement de compositrice. Au départ, il y a eu la découverte et l'exploration du monde sonore à portée d'oreille : « Ces années-là ont été les plus belles de ma vie. Fascinée par l'écoute des sons lors de l'enregistrement (variations de sonorité selon le type de micro, sa position, sa distance à l'objet enregistré), puis sur les haut-parleurs du studio, je redécouvrais le sonore et percevais souvent 'musicalisable' ce qui est communément qualifié de bruit. » Le studio "Charybde", analogique jusqu'au début des années 1990, entièrement interconnecté analogique/numérique, offrait un équipement professionnel à la pointe de la technologie. Des appareils-instruments y ont été constamment réalisés par l'ingénieur du son Jean-Claude Leduc selon les projets de Christian Clozier. L'expérimentation était perpétuellement au cœur de la composition. Le studio a été spécialement équipé pour retrouver la polyphonie sonore et la liberté dans le mixage. Les nouvelles techniques de filtrage et de mise en espace des sons conduisirent la compositrice à utiliser ce que Clozier appelle des « glissements de sens ». Après ces traitements, l'origine du son est encore reconnaissable, mais il s'écarte progressivement de l'original et parfois un résultat inattendu se produit.
Equus (1993) traduit la notion du temps ressenti dans les allures d'un cheval. Il en va de même avec Dessus la Mer (1995), inspiré des Paroles gelées de Rabelais et contenant des citations de musiques enfouies dans la mémoire depuis l'enfance. La musique électroacoustique offre à Françoise Barrière la possibilité de travailler le son pour lui-même et sans intermédiaire, sans passer par les limites techniques et la théâtralisation des interprètes qui en entravent l'écoute. Chaque son enregistré s'inscrit dans un dessein musical. La place du son dans le mixage lui donnera une valeur propre : purement sonore, réplique de la réalité ou ouverture à l'imaginaire.

### Festival Synthèse de Bourges
Françoise Barrière et Christian Clozier sont les cofondateurs et directeurs artistiques de ce festival: 39 festivals internationaux des musiques et créations électroniques de Bourges Synthèse.
Elle en a assuré avec Christian Clozier la programmation artistique, où la musique électroacoustique est toujours restée prépondérante et l’axe central, les musiques instrumentales, mixtes ou les improvisations, danse et spectacles y étant chaque année largement présentes  en contrepoint.
Le festival a contribué à faire connaître des artistes nouveaux, jeunes, confirmés, révélés par le concours, en matière de musique électroacoustique, mais aussi dans les domaines de la performance, danse, art internet, art sonore, live électronique, spectacles musicaux, spectacles diapositives et musique, installations, lutherie expérimentale. À partir de 1974, le Festival a régulièrement programmé des poètes sonores ; en 1981 il invita l'OuLiPo. À partir de 1979, le festival comporta une programmation importante de films expérimentaux, puis de vidéos expérimentales.

## Concours internationaux de Bourges
37 concours internationaux de Bourges (musique électroacoustique et arts électroniques), dont les classifications en différentes catégories musicales rendaient compte de l’analyse faite par Christian Clozier et elle-même des différentes orientations de la création internationale et leur donnaient possibilité égale d’accéder aux prix. Ces catégories n’ont cessé d’évoluer en parallèle aux développements techniques et esthétiques de ces 37 années de Concours. Elle fut membre de 34 jurys du Concours, représentant l'IMEB parmi 7 à 8 personnalités invitées chaque année.

## Activités d'enseignement
Dans le cadre des activités pédagogiques de l’IMEB, elle a participé dans les années 1970 et 1980, au travail d’élaboration des jeux pédagogiques Gmebogosse développé par Christian Clozier et a mené des animations et actions musicales en milieu scolaire. De 1987 à 1994, elle fut compositeur invité intervenant lors des classes de pratique artistique conjointes Inspection d’académie / IMEB. Dans les années 1990 à 2000, elle donne des conférences sur l’histoire et l’analyse de la musique électroacoustique dans les écoles et les lycées, dans les écoles normales d’instituteurs de la Région Centre au cours des interventions pédagogiques de l’IMEB et elle assure des séries de cours de musique électroacoustique à l'École nationale supérieure d'art de Bourges et au département de musicologie de l’université de Tours.
De 1999 à 2008, l’IMEB a accueilli, dans le cadre des Bourses pour artistes UNESCO-Aschberg, UNESCO, de jeunes compositeurs d’Amérique Latine, d’Europe de l’Est ou d’Asie : Françoise Barrière y encadrait les stagiaires dans la réalisation de leur projet musical en studio et  leur dispensait des cours d’analyse et d’histoire de la musique électroacoustique [réf. nécessaire] et dans le cadre des tournées internationales de l’IMEB, elle a donné de nombreuses conférences sur ses compositions, sur l’histoire mondiale de la musique électroacoustique et sur l’IMEB.

## Éditions en musique électroacoustique
Dans le domaine des éditions de l’IMEB, elle a participé à la rédaction française des communications des trois Symposiums internationaux qui se tinrent à Bourges en 1989, 1990 et 1991 et dont la publication bilingue est en projet [réf. nécessaire]. Elle a assuré la supervision et la publication des volumes 1 à 5 de l’Académie de Bourges.
Concernant les publications de l’IMEB, elle fut responsable des revues Faire (1972-1975). Depuis leur création en 1993, elle gère les Éditions Mnémosyne Musique Media qui éditent les disques compacts de la collection Cultures électroniques(40 CD) consacrée aux lauréats des Concours de Bourges et de la collection Chrysopée Électronique(43 CD), consacrée aux œuvres réalisées dans les studios de l'Institut, et publie les éditions livres des actes des travaux de l'Académie internationale de musique électroacoustique (8 volumes).

## Participations à la vie musicale internationale
Elle est membre fondateur de "The International Confederation of Electroacoustic Music" – CIME / ICEM. La Confédération a pour but de promouvoir à l’échelle internationale tous les aspects de la musique électroacoustique.

## Créations musicales
Compositeur, ses musiques électroacoustiques pures ou mixtes sont fréquemment inspirées de thématiques extra-musicales : littéraire, poétique, radiophonique, sociale ou évènementielle. Depuis 2007, elle s'est orientée vers la composition d’œuvres  où la mise en scène et l’audiovisuel entrent dans la réalisation de ses créations qui ainsi s'apparentent à une version moderne de l'oratorio.
Ses œuvres ont été jouées et radiodiffusées par de nombreux organismes de concerts, festivals et radios dans le monde.
- Ode à la Terre Marine (1970)
- Cordes-ci, Cordes-ça, pour violon, vielle et bande
- Variations Hydrophilusiennes (1971)
- Java Rosa - printemps des Saisons (1972)
- Au Paradis des Assassins (1973)
- Ritratto di Giovane, pour piano et bande (1972 / 1973)
- Aujourd'hui (1975)
- Chant à la Mémoire des Aurignaciens (1977)
- Musique pour le temps de Noël, pour petit ensemble instrumental et bande (1979)
- Mémoires Enfuies (1980)
- Scènes des Voyages d'Ulysse (1981)
- Par temps calme et ensoleillé I (pour piano et bande 1984)
- Par temps calme et ensoleillé II, pour violoncelle et bande (1985)
- Chant de consonnes (1986)
- L'Or (1987)
- Le tombeau de Robespierre - suite de la Révolution Française (1989)
- L'envers des mots (1990)
- Conversations enfantines (1991)
- Nos petits monstres musiciens (pour jeune actrice / musicienne et bande 1992)
- Equus : carnet d'esquisses (1993)
- Quand Philippe de Macédoine…, pour récitant, voix et électroacoustique (1994)
- Musiques Gelées (1995)
- Thinking of… pour le tombeau de Pierre Schaeffer (1996)
- Dessus la Mer (1995 - 1997)
- Accélération (1999)
- S’y sont baignés (1999)
- Ritratto di Fanciulla (2001)
- Les parfums dans le soir - 2e printemps des Saisons, pour récitante et électroacoustique
- Les messages (2003)
- Fragments en ton absence (2003)
- 3 modes d'air et de lamentations, pour accordéon et électroacoustique (2004 - 2006)
- Les Archers du silence, œuvre multimédia pour récitant, vidéo et partie électroacoustique en ambisonie, 2007)
- Oriental, pour trio à cordes et électroacoustique (2007)
- Hera Irae, oratorio pour actrice/voix et électroacoustique (2009)
- Circulation (2009)
- Hera Luxuriae, oratorio pour actrice, percussions et électroacoustique (2010)
- Hera Acedia, pour actrice, images et électroacoustique (en préparation 2012-2013)

Ses œuvres ont été éditées sur disque noir (Chant du monde) et en CD sous les labels Chant du monde et Mnémosyne Musique Média.

## Textes et articles
Elle a participé à la revue Circuit Musiques contemporaines (Montréal) : Où en est la musique électroacoustique aujourd’hui / Électroacoustique : Nouvelles Utopies / vol. 13 no 3 (2003) et aux volumes de l'Académie de Bourges (Édition Mnémosyne Musique Media) dans les numéros suivants :
- Volume 1 : Réflexions sur la musique électroacoustique aujourd’hui et ses perspectives : évolution esthétique et communication au public
- Volume 2 : Réflexions libres sur l’analyse en musique électroacoustique
- Volume 3 : La diffusion, stade ultime de la composition
- Volume 4 : Lettre à M… Ballade nostalgique, un brin boudeuse, dans la musique
- Volume 5 : Notes brèves sur le temps en musique électroacoustique
- Volume 6 : Qui écoute et qu’écoute-t-il ?
- Volume 7 : Relations entre vision et audition en musique électroacoustique